# Mistrzostwa Świata w Hokeju na Lodzie 2016 (III Dywizja)

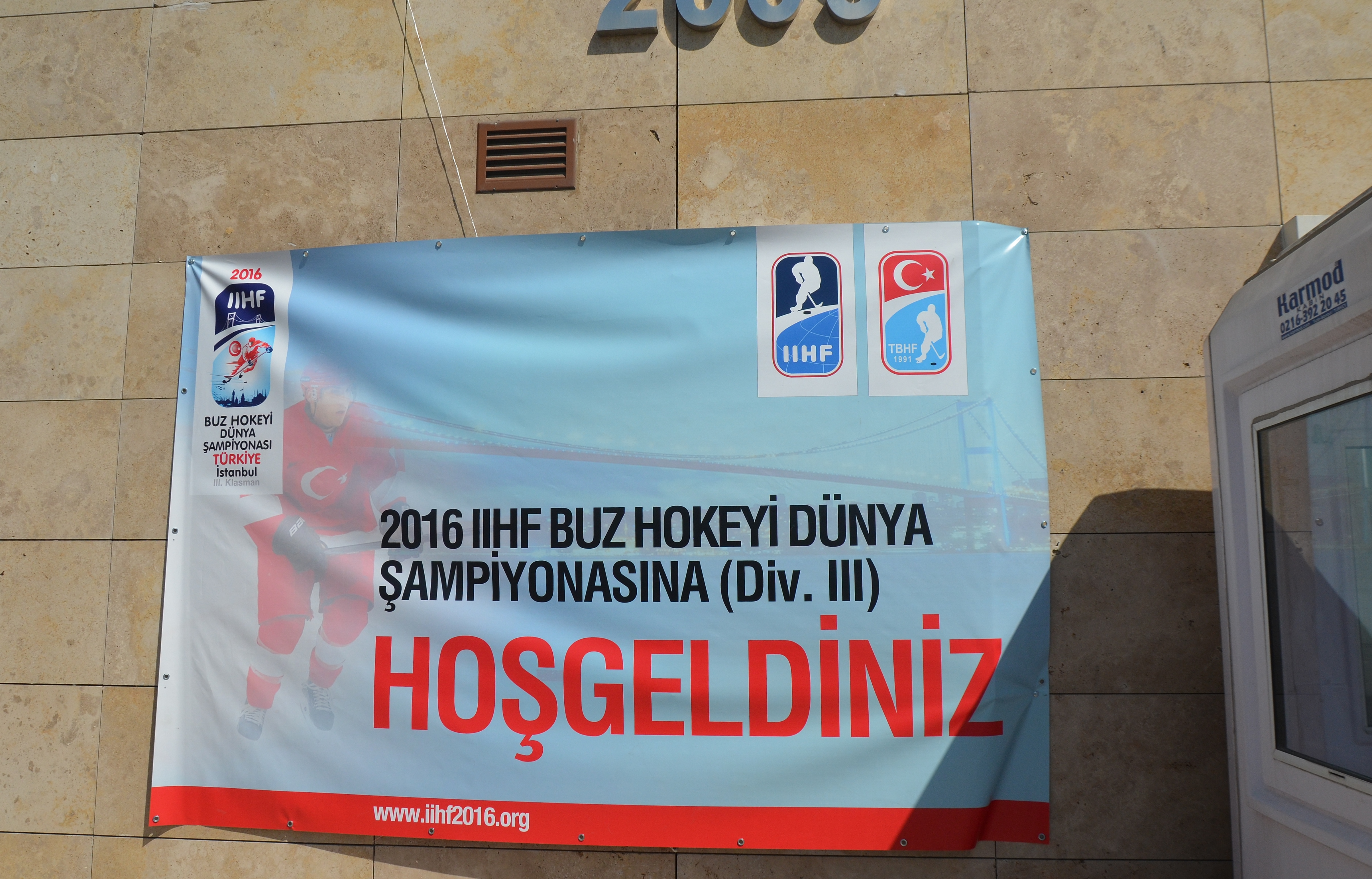
Baner turnieju MŚ 2016 w Turcji

Mistrzostwa Świata w Hokeju na Lodzie III dywizji 2016 zostały rozegrane w dniach 31 marca – 6 kwietnia.
W dywizji III walczyło 6 drużyn. Zmagania odbyły się w tureckim, Stambule. Reprezentacje grały systemem każdy z każdym. Pierwsza drużyna awansowała do mistrzostw świata dywizji II gr. B w 2017 roku.
Początkowo reprezentacja Gruzji została sklasyfikowana na drugim miejscu (Bilans 4 zwycięstwa - 1 porażka, 37-13), jednakże w drużynie wystąpili zawodnicy nieuprawnienie w wyniku czego zespół przeniesiono karnie na ostatnia pozycję.
Hale, w której rozegrano zawody:
- Silivrikapi Ice Sport Hall, Stambuł

Mecze
| 31 marca 2016 | Luksemburg | 2:3 | Południowa Afryka | Silivrikapi Ice Sport Hall, Stambuł |

| Szczegóły      | Szczegóły                                    | Szczegóły       | Szczegóły                                                     | Szczegóły                                                                                    |
| -------------- | -------------------------------------------- | --------------- | ------------------------------------------------------------- | -------------------------------------------------------------------------------------------- |
| Godzina: 13:00 | J. Holtzem (EQ) 02:23 M. Eriksson (EQ) 42:36 | (1:1, 0:1, 1:1) | 09:29 (EQ) M. Edwards 35:42 (PP) X. Botha 58:44 (EQ) X. Botha | Widzów: 112 Sędzia główny: Valentin Lascar Sędziowie liniowi: Yasin Akyurek Charlie O'Connor |
| Godzina: 13:00 | 22 min. kar                                  |                 | 12 min. kar                                                   | Widzów: 112 Sędzia główny: Valentin Lascar Sędziowie liniowi: Yasin Akyurek Charlie O'Connor |

| 31 marca 2016 | Bośnia i Hercegowina | 5:4 | Hongkong | Silivrikapi Ice Sport Hall, Stambuł |

| Szczegóły      | Szczegóły | Szczegóły       | Szczegóły                                                                         | Szczegóły                                                                          |
| -------------- | --- | --------------- | --------------------------------------------------------------------------------- | ---------------------------------------------------------------------------------- |
| Godzina: 16:30 | D. Cordalija (PS) 17:04 A. Lemes (EQ) 21:40 A. Hadzihasanović (EQ) 28:10 D. Cordalija (EQ) 32:39 M. Hodzić (EQ) 41:17 | (1:2, 3:1, 1:1) | 09:57 (EQ) Tang C. 15:49 (EQ) Wong K.H. 24:18 (EQ) Ho J.S.Y. 51:39 (PP) Wong K.H. | Widzów: 156 Sędzia główny: Joonas Kova Sędziowie liniowi: Timo Heinonen Josef Spur |
| Godzina: 16:30 | 6 min. kar |                 | 8 min. kar                                                                        | Widzów: 156 Sędzia główny: Joonas Kova Sędziowie liniowi: Timo Heinonen Josef Spur |

| 31 marca 2016 | Turcja | 5:4 | Gruzja | Silivrikapi Ice Sport Hall, Stambuł |

| Szczegóły      | Szczegóły                                                                                               | Szczegóły       | Szczegóły                                                                                 | Szczegóły                                                                                                |
| -------------- | --- | --------------- | ----------------------------------------------------------------------------------------- | --- |
| Godzina: 20:00 | A. Kocoglu (PP) 21:55 S. Gumus (EQ) 24:49 E. Ozmen (EQ) 39:11 S. Semiz (EQ) 40:23 A. Kocoglu (EQ) 56:52 | (0:1, 3:1, 2:2) | 09:48 (EQ) V. Dumbadze 29:06 (EQ) B. Koczkin 48:30 (EQ) M. Szałunow 53:35 (EQ) B. Koczkin | Widzów: 378 Sędzia główny: Christoffer Holm Sędziowie liniowi: Knut Einar Braten Laurynas Stepankevicius |
| Godzina: 20:00 | 16 min. kar                                                                                             |                 | 12 min. kar                                                                               | Widzów: 378 Sędzia główny: Christoffer Holm Sędziowie liniowi: Knut Einar Braten Laurynas Stepankevicius |

| 1 kwietnia 2016 | Południowa Afryka | 9:1 | Hongkong | Silivrikapi Ice Sport Hall, Stambuł |

| Szczegóły      | Szczegóły | Szczegóły       | Szczegóły            | Szczegóły                                                                                 |
| -------------- | --- | --------------- | -------------------- | ----------------------------------------------------------------------------------------- |
| Godzina: 13:00 | A. Marais (EQ) 28:18 C. Birrell (EQ) 33:48 J. Valadas (EQ) 38:10 C. Birrell (EQ) 38:58 M. Giot (EQ) 41:18 J.M. van Doesburgh (EQ) 43:31 U. Samaai (EQ) 48:52 M. Edwards (EQ) 50:57 C. Birrell (EQ) 57:10 | (0:0, 4:1, 5:0) | 32:12 (EQ) Wong K.H. | Widzów: 79 Sędzia główny: Christoffer Holm Sędziowie liniowi: Yasin Akyurek Timo Heinonen |
| Godzina: 13:00 | 8 min. kar |                 | 14 min. kar          | Widzów: 79 Sędzia główny: Christoffer Holm Sędziowie liniowi: Yasin Akyurek Timo Heinonen |

| 1 kwietnia 2016 | Gruzja | 8:0 | Bośnia i Hercegowina | Silivrikapi Ice Sport Hall, Stambuł |

| Szczegóły      | Szczegóły | Szczegóły       | Szczegóły   | Szczegóły                                                                           |
| -------------- | --- | --------------- | ----------- | ----------------------------------------------------------------------------------- |
| Godzina: 16:30 | B. Koczkin (EQ) 09:09 R. Tsomaia (PP) 11:30 A. Geperidze (EQ) 16:06 A. Kozyulin (EQ) 16:50 D. Oganeziani (EQ) 26:45 B. Koczkin (EQ) 34:07 D. Oganeziani (EQ) 40:31 P. Kavkasidze (EQ) 49:22 | (4:0, 2:0, 2:0) |             | Widzów: 93 Sędzia główny: Valentin Lascar Sędziowie liniowi: Murat Aygun Josef Spur |
| Godzina: 16:30 | 34 min. kar |                 | 51 min. kar | Widzów: 93 Sędzia główny: Valentin Lascar Sędziowie liniowi: Murat Aygun Josef Spur |

| 1 kwietnia 2016 | Turcja | 10:2 | Luksemburg | Silivrikapi Ice Sport Hall, Stambuł |

| Szczegóły      | Szczegóły | Szczegóły       | Szczegóły                                | Szczegóły                                                                                       |
| -------------- | --- | --------------- | ---------------------------------------- | ----------------------------------------------------------------------------------------------- |
| Godzina: 20:00 | A. Kocoglu (EQ) 02:17 S. Semiz (PP2) 12:01 Y. Halil (EQ) 13:35 A. Kocoglu (EQ) 21:49 E. Ozmen (EQ) 27:17 E. Ozmen (EQ) 35:15 S. Gumus (EQ) 39:52 E. Ozmen (EQ) 44:45 O. Kars (EQ) 50:11 G. Solak (EQ) 55:03 | (3:0, 4:2, 3:0) | 26:28 (EQ) C. Cannon 34:23 (EQ) T. Beran | Widzów: 383 Sędzia główny: Stefan Hogarth Sędziowie liniowi: Knut Einar Braten Charlie O'Connor |
| Godzina: 20:00 | 10 min. kar |                 | 16 min. kar                              | Widzów: 383 Sędzia główny: Stefan Hogarth Sędziowie liniowi: Knut Einar Braten Charlie O'Connor |

| 3 kwietnia 2016 | Luksemburg | 7:1 | Hongkong | Silivrikapi Ice Sport Hall, Stambuł |

| Szczegóły      | Szczegóły | Szczegóły       | Szczegóły              | Szczegóły                                                                              |
| -------------- | --- | --------------- | ---------------------- | -------------------------------------------------------------------------------------- |
| Godzina: 13:00 | G. Scheier (EQ) 09:59 R. Scheier (PP) 13:17 M. Eriksson (EQ) 15:27 C. Cannon (EQ) 20:27 M. Eriksson (EQ) 28:28 J. Holtzem (EQ) 30:01 M. Eriksson (EQ) 45:50 | (3:0, 3:1, 1:0) | 29:42 (PP) Sham A.C.H. | Widzów: 83 Sędzia główny: Valentin Lascar Sędziowie liniowi: Murat Aygun Timo Heinonen |
| Godzina: 13:00 | 18 min. kar |                 | 6 min. kar             | Widzów: 83 Sędzia główny: Valentin Lascar Sędziowie liniowi: Murat Aygun Timo Heinonen |

| 3 kwietnia 2016 | Turcja | 8:2 | Bośnia i Hercegowina | Silivrikapi Ice Sport Hall, Stambuł |

| Szczegóły      | Szczegóły | Szczegóły       | Szczegóły                                         | Szczegóły                                                                             |
| -------------- | --- | --------------- | ------------------------------------------------- | ------------------------------------------------------------------------------------- |
| Godzina: 16:30 | S.Semiz (EQ) 00:30 H. Salt (EQ) 00:52 O. Kars (EQ) 03:24 F. Bakal (PP) 09:21 E. Ozmen (EQ) 23:16 E. Ozmen (EQ) 23:39 S.Semiz (SH) 31:34 A. Kocoglu (PP) 63:21 | (4:0, 3:2, 1:0) | 24:37 (EQ) A. Hadzihasanović 38:42 (EQ) M. Hodzić | Widzów: 381 Sędzia główny: Joonas Kova Sędziowie liniowi: Charlie O'Connor Josef Spur |
| Godzina: 16:30 | 10 min. kar |                 | 14 min. kar                                       | Widzów: 381 Sędzia główny: Joonas Kova Sędziowie liniowi: Charlie O'Connor Josef Spur |

| 3 kwietnia 2016 | Południowa Afryka | 5:6 | Gruzja | Silivrikapi Ice Sport Hall, Stambuł |

| Szczegóły      | Szczegóły                                                                                             | Szczegóły       | Szczegóły | Szczegóły                                                                                         |
| -------------- | --- | --------------- | --- | ------------------------------------------------------------------------------------------------- |
| Godzina: 20:00 | U. Samaai (EQ) 02:35 X. Botha (EQ) 02:46 M. Giot (EQ) 10:42 A. Marais (PP) 19:25 U. Samaai (EQ) 42:16 | (4:2, 0:1, 1:3) | 06:13 (PS) B. Koczkin 11:21 (EQ) A. Kozyulin 21:15 (EQ) B. Koczkin 44:40 (EQ) B. Koczkin 50:09 (PP) A. Kurbatow 61:06 (EQ) A. Kozyulin | Widzów: 92 Sędzia główny: Stefan Hogarth Sędziowie liniowi: Yasin Akyurek Laurynas Stepankevicius |
| Godzina: 20:00 | 14 min. kar                                                                                           |                 | 24 min. kar | Widzów: 92 Sędzia główny: Stefan Hogarth Sędziowie liniowi: Yasin Akyurek Laurynas Stepankevicius |

| 4 kwietnia 2016 | Hongkong | 1:5 | Turcja | Silivrikapi Ice Sport Hall, Stambuł |

| Szczegóły      | Szczegóły            | Szczegóły       | Szczegóły                                                                                              | Szczegóły                                                                                               |
| -------------- | -------------------- | --------------- | --- | --- |
| Godzina: 13:00 | Ho J.S.Y. (EQ) 00:16 | (1:2, 0:2, 0:1) | 16:06 (EQ) E. Ozmen 18:30 (EQ) E. Ozmen 22:34 (EQ) H. Salt 27:37 (EQ) A. Kocoglu 55:35 (EQ) Y. Karakoc | Widzów: 282 Sędzia główny: Valentin Lascar Sędziowie liniowi: Knut Einar Braten Laurynas Stepankevicius |
| Godzina: 13:00 | 8 min. kar           |                 | 20 min. kar                                                                                            | Widzów: 282 Sędzia główny: Valentin Lascar Sędziowie liniowi: Knut Einar Braten Laurynas Stepankevicius |

| 4 kwietnia 2016 | Gruzja | 5:0 | Luksemburg | Silivrikapi Ice Sport Hall, Stambuł |

| Szczegóły      | Szczegóły | Szczegóły       | Szczegóły   | Szczegóły                                                                                 |
| -------------- | --- | --------------- | ----------- | ----------------------------------------------------------------------------------------- |
| Godzina: 16:30 | A. Kurbatow (PP) 19:06 A. Kurbatow (PP) 26:01 A. Kozyulin (EQ) 34:59 A. Kozyulin (EQ) 38:39 A. Kozyulin (EQ) 48:45 | (1:0, 3:0, 1:0) |             | Widzów: 33 Sędzia główny: Christoffer Holm Sędziowie liniowi: Yasin Akyurek Timo Heinonen |
| Godzina: 16:30 | 12 min. kar |                 | 18 min. kar | Widzów: 33 Sędzia główny: Christoffer Holm Sędziowie liniowi: Yasin Akyurek Timo Heinonen |

| 4 kwietnia 2016 | Bośnia i Hercegowina | 0:10 | Południowa Afryka | Silivrikapi Ice Sport Hall, Stambuł |

| Szczegóły      | Szczegóły   | Szczegóły       | Szczegóły | Szczegóły                                                                             |
| -------------- | ----------- | --------------- | --- | ------------------------------------------------------------------------------------- |
| Godzina: 20:00 |             | (0:2, 0:7, 0:1) | 01:33 (EQ) A. Marais 14:35 (EQ) J.M. van Doesburgh 25:22 (PP) A. Marais 25:36 (EQ) J. Valadas 26:13 (EQ) J. Valadas 27:27 (EQ) A. Marais 30:23 (EQ) S. du Preez 35:02 (EQ) W. du Preez 39:09 (EQ) M. Giot 50:35 (PP) M. Edwards | Widzów: 65 Sędzia główny: Joonas Kova Sędziowie liniowi: Murat Aygun Charlie O'Connor |
| Godzina: 20:00 | 14 min. kar |                 | 2 min. kar | Widzów: 65 Sędzia główny: Joonas Kova Sędziowie liniowi: Murat Aygun Charlie O'Connor |

| 6 kwietnia 2016 | Południowa Afryka | 2:7 | Turcja | Silivrikapi Ice Sport Hall, Stambuł |

| Szczegóły      | Szczegóły                                 | Szczegóły       | Szczegóły | Szczegóły                                                                                         |
| -------------- | ----------------------------------------- | --------------- | --- | ------------------------------------------------------------------------------------------------- |
| Godzina: 13:00 | X. Botha (PP) 01:48 J. Valadas (PP) 56:53 | (1:3, 0:2, 1:2) | 13:55 (PP2) S. Semiz 15:15 (PP) E. Ozmen 15:30 (EQ) A. Kocoglu 25:19 (EQ) A. Kocoglu 32:44 (PP) A. Kocoglu 41:58 (EQ) E. Ozmen 49:21 (EQ) S. Gumus | Widzów: 451 Sędzia główny: Christoffer Holm Sędziowie liniowi: Knut Einar Braten Charlie O'Connor |
| Godzina: 13:00 | 12 min. kar                               |                 | 18 min. kar | Widzów: 451 Sędzia główny: Christoffer Holm Sędziowie liniowi: Knut Einar Braten Charlie O'Connor |

| 5 kwietnia 2016 | Hongkong | 3:14 | Gruzja | Silivrikapi Ice Sport Hall, Stambuł |

| Szczegóły      | Szczegóły                                                        | Szczegóły       | Szczegóły | Szczegóły                                                                                   |
| -------------- | ---------------------------------------------------------------- | --------------- | --- | ------------------------------------------------------------------------------------------- |
| Godzina: 16:30 | Wong K.H. (EQ) 33:43 Wong Y.H.Y. (SH) 39:06 Ho J.S.Y. (PP) 45:40 | (0:4, 2:6, 1:4) | 01:15 (EQ) G. Oganeziani 08:41 (EQ) V. Dumbadze 10:01 (PP) A. Kozyulin 12:46 (SH) B. Koczkin 23:25 (PP) V. Dumbadze 23:38 (EQ) B. Koczkin 31:59 (EQ) A. Kozyulin 34:01 (EQ) S. Kurbatow 35:52 (EQ) B. Koczkin 38:05 (SH) A. Kozyulin 42:07 (EQ) R. Svanidze 48:14 (EQ) D. Oganeziani 52:53 (EQ) R. Svanidze 56:51 (PS) R. Svanidze | Widzów: 51 Sędzia główny: Joonas Kova Sędziowie liniowi: Laurynas Stepankevicius Josef Spur |
| Godzina: 16:30 | 8 min. kar                                                       |                 | 14 min. kar | Widzów: 51 Sędzia główny: Joonas Kova Sędziowie liniowi: Laurynas Stepankevicius Josef Spur |

| 5 kwietnia 2016 | Luksemburg | 13:0 | Bośnia i Hercegowina | Silivrikapi Ice Sport Hall, Stambuł |

| Szczegóły      | Szczegóły | Szczegóły       | Szczegóły   | Szczegóły                                                                             |
| -------------- | --- | --------------- | ----------- | ------------------------------------------------------------------------------------- |
| Godzina: 20:00 | C. Cannon (EQ) 08:28 T. Beran (PS) 10:48 T. Beran (EQ) 12:43 M. Eriksson (SH) 14:59 M. Eriksson (EQ) 29:18 R. Beran (EQ) 29:58 T. Beran (EQ) 33:04 T. Beran (EQ) 43:04 N. Mossong (EQ) 43:28 J. Holtzem (PP) 44:49 J.Holtzem (PP) 47:20 R. Beran (EQ) 49:31 C. Cannon (EQ) 69:24 | (4:0, 3:0, 6:0) |             | Widzów: 67 Sędzia główny: Stefan Hogarth Sędziowie liniowi: Murat Aygun Timo Heinonen |
| Godzina: 20:00 | 12 min. kar |                 | 32 min. kar | Widzów: 67 Sędzia główny: Stefan Hogarth Sędziowie liniowi: Murat Aygun Timo Heinonen |

Tabela
| Lp. | Zespół               | M | Pkt | Z | Zd | Pd | P | G+ | G- | +/- |
| --- | -------------------- | - | --- | - | -- | -- | - | -- | -- | --- |
| 1   | Turcja               | 5 | 15  | 5 | 0  | 0  | 0 | 35 | 7  | +28 |
| 2   | Południowa Afryka    | 5 | 12  | 4 | 0  | 0  | 1 | 29 | 10 | +19 |
| 3   | Luksemburg           | 5 | 9   | 3 | 0  | 0  | 2 | 29 | 14 | +15 |
| 4   | Bośnia i Hercegowina | 5 | 6   | 2 | 0  | 0  | 3 | 12 | 35 | -23 |
| 5   | Hongkong             | 5 | 3   | 1 | 0  | 0  | 4 | 12 | 26 | -14 |
| 6   | Gruzja               | 5 | 0   | 0 | 0  | 0  | 5 | 0  | 25 | -25 |

      = awans do II dywizji grupy B       = utrzymanie w III dywizji
Nagrody indywidualne
Dyrektoriat turnieju wybiera trójkę najlepszych zawodników, po jednym na każdej pozycji:
- Bramkarz:  Erol Kahraman[1]
- Obrońca:  Andre Marais[1]
- Napastnik:  Boris Koczkin[1]

Szkoleniowcy reprezentacji wybierają najlepszych zawodników swoich zespołów:
- Admir Pilav[2]
- Boris Koczkin[2]
- Wong Ka Ho[2]
- Ronny Scheier[2]
- Andre Marais[2]
- Kaan Salt[2]